# Seri Saujana Bridge
Die Seri Saujana Bridge ist eine Straßenbrücke in Putrajaya, der 1995 gegründeten Planstadt und neuem Verwaltungszentrum von Malaysia. Sie führt die Lebuh Sentosa über den künstlich angelegten Putrajaya Lake und verbindet die Stadtteile Presint 7 und Presint 4, wo die meisten Regierungsgebäude stehen. Sie hat sechs durch einen Mittelstreifen getrennte Fahrspuren und beidseitige, durch massive Geländer abgetrennte Geh- und Radwege.
Die Seri Saujana Bridge ist die erste kombinierte Bogen- und Schrägseilbrücke, deren Fahrbahnträger sowohl von den Hängern der Bögen als auch von den Schrägseilen der Pylone getragen wird. Sie wurde von PJSI Consultants, Kuala Lumpur, entworfen und 2003 eröffnet.
Ihre Bögen haben eine Stützweite von 300 m. Sie bestehen aus Stahlrohren mit einem Durchmesser von 2,20 m, die in die aus den Widerlagern auskragenden Bogenansätze aus Beton eingespannt sind. Die Bögen sind leicht nach innen geneigt und überragen die Fahrbahn um 34 m. Sie werden durch einen K-förmigen, ebenfalls aus Stahlrohren bestehenden Windverband versteift. Jeder Bogen ist durch 23 Hänger mit den äußeren Rändern des Fahrbahnträgers verbunden.
Der 32 m breite Fahrbahnträger besteht aus zwei Hohlkästen aus längs- und quergespanntem Spannbeton mit aerodynamisch geformten, runden Unterseiten.
Die beiden leicht nach außen geneigten Pylonstiele stehen auf dem Mittelstreifen auf den Widerlagern. Sie sind 73 m hoch und bestehen aus Stahlbeton und einem stählernen Kasten auf der Spitze zur Verankerung der Schrägseile. Je 22 Seile sind in einer Ebene zwischen ihnen und der Mittelrippe zwischen den beiden Hohlkästen des Fahrbahnträgers so angeordnet, dass sie die Rohre des Windverbandes nicht berühren. Jeder Pylonstiel ist durch 2 × 10 Seile in seitlich neben der Straße befindlichen Ankerblöcken rückverankert.
Die Brücke hat keine Übergangskonstruktionen. In dem örtlichen Klima sind temperaturbedingte Längenänderungen gering; sie werden von Änderungen der Wölbung des Fahrbahnträgers aufgefangen.